# هان هي سوك
هان هى سوك (مواليد 20 أغسطس 1951 في بوسان) ممثلة كورية جنوبية. هان هي سوك درست في مدرسة بوكسونغ الثانوية للفتيات. فازت هان بالجائزة الكبرى في الدراما التلفزيونية في حفل توزيع جوائز دراما إس بي إس في عام 2006.